# Loudoun Valley Estates, Virginia
Loudoun Valley Estates, Virginia (енгл. Loudoun Valley Estates) насељено је место без административног статуса у америчкој савезној држави Вирџинија.

## Демографија
По попису из 2010. године број становника је 3.656.
| Група             | 2000.    | 2010.         |
| Белци             | 0 (0,0%) | 1.004 (27,5%) |
| Афроамериканци    | 0 (0,0%) | 155 (4,2%)    |
| Азијати           | 0 (0,0%) | 2.230 (61,0%) |
| Хиспаноамериканци | 0 (0,0%) | 121 (3,3%)    |
| Укупно            | 0        | 3.656         |